# Diecezja Radźszahi
Diecezja Radźszahi (łac. Dioecesis Raishahiensis, beng. রাজশাহী ধর্মপ্রদেশ) – rzymskokatolicka diecezja ze stolicą w Radźszahi w Bangladeszu, wchodząca w skład metropolii Dhaki. Siedziba biskupa znajduje się w katedrze Chrystusa Odkupiciela w Radźszahi. 

## Biskupi
- Patrick D’Rozario CSC (1990–1995)
- Paulinus Costa (1996–2005)
- Gervas Rozario (od 2007)

## Główne świątynie
- Katedra: katedra Dobrego Pasterza w Radźszahi